# Нита Нальди
Нита Нальди (настоящее имя Мэри Нонна Дули, англ. Nita Naldi, Mary Nonna Dooley; 13 ноября 1894, Нью-Йорк — 17 февраля 1961, Нью-Йорк) — американская киноактриса, звезда немого кино, прославившаяся образами роковых женщин.

## Биография
Из рабочей семьи ирландского происхождения. Отец покинул семью в 1910 году, мать умерла в 1915 году, оставив троих детей. Мэри пришлось зарабатывать на жизнь, она сменила множество занятий, попала вместе с братом на сцену, где они играли в водевилях, была хористкой на Бродвее (1918). В 1919 году участвовала в ревю Безумства Зигфелда, с этого времени выступала под псевдонимом.
Роль в фильме «Доктор Джекил и мистер Хайд» (1920) с участием Джона Берримора привлекла внимание к актрисе, она подружилась с Берримором (он ласково звал её немой Дузе). Была выбрана Бласко Ибаньесом на роль доньи Соль в экранизации его романа «Кровь и песок» (1922); эта роль утвердила Нальди в амплуа женщины-вамп. Её партнёрами здесь были Лила Ли и Рудольф Валентино, с которым она позднее снялась в фильмах «Святой дьявол» (1924) и «Кобра» (1925). Позировала топлесс известному художнику пинап Альберто Варгасу (). После 1928 года не снималась, хотя пробовалась на роль в фильме «По ком звонит колокол» (1942). Сыграла более чем в 30 фильмах.
Нита Нальди умерла в 1961 году от сердечного приступа. Похоронена на Кладбище Голгофа.

## Избранная фильмография
- 1920 — Доктор Джекилл и мистер Хайд /Dr. Jekyll and Mr. Hyde
- 1920 — / Life
- 1920 — / Common Sin
- 1921 — / Last Door
- 1921 — / Experience
- 1921 — / Divorce of Convenience
- 1922 — / Snitching Hour
- 1922 — / Reported Missing
- 1922 — / The Man from Beyond
- 1922 — / Channing of the Northwest
- 1922 — Кровь и песок / Blood and Sand
- 1922 — / Anna Ascends
- 1923 — / You Can’t Fool Your Wife
- 1923 — Десять заповедей /The Ten Commandments
- 1923 — / Lawful Larceny
- 1923 — Голливуд / Hollywood
- 1923 — / The Glimpses of the Moon
- 1924 — / A Sainted Devil
- 1924 — / Don’t Call It Love
- 1924 — /The Breaking Point
- 1925 — / Marriage Whirl
- 1925 — / Lady Who Lied
- 1925 — Кобра / Cobra
- 1925 — / Clothes Make the Pirate
- 1926 — /The Unfair Sex
- 1926 — / The Miracle of Life
- 1926 — / La Femme Nue
- 1927 — Горный орёл / The Mountain Eagle
- 1928 — / What Price Beauty?
- 1928 — / Die Pratermizzi

## Признание
Звезда на Голливудской Аллее славы (1960).